# Chính sách thị thực của Sri Lanka
Du khách đến Sri Lanka với mục đích du lịch phải có giấy phép du hành điện tử (ETA) trước khi đến Sri Lanka. Người sở hữu ETA từ tất cả các quốc gia trừ 3 quốc gia được miễn thị thực có thể xin thị thực tại cửa khẩu có hiệu lực 30 ngày. ETA với mục đích công tác có thể xin từ phái vụ ngoại giao Sri Lankan và văn phòng Cục Xuất Nhập cảnh. Tất cả du khách phải có hộ chiếu có hiệu lực ít nhất 6 tháng. Công dân của Afghanistan, Iran, Iraq, Nigeria, Pakistan, Somalia và Syria phải có vé khứ hồi hoặc chuyến bay tiếp theo. Du khách rất được khuyến khích sử dụng hệ thống trực tuyến để tránh mất thời gian tại cửa khẩu.

## Miễn ETA
Vì chính sách qua lại, công dân của 3 quốc gia sau được miễn yêu cầu xin giấy phép du hành điện tử và có thể xin thị thực tại cửa khẩu miễn phí:
| - Maldives (30 ngày, có thể gia hạn đến 150 ngày) - Seychelles (60 ngày, có thể lên đến 90 ngày trong một năm) - Singapore (30 ngày, có thể gia hạn đến 150) |

Công dân của Ấn Độ và Nga cũng không cần thị thực nếu có hộ chiếu ngoại giao hoặc công vụ. Một hiệp ước bãi bỏ thị thực đối với người có hộ chiếu ngoại giao và công vụ của Philippines được ký vào tháng 10 năm 2016 và chưa được thực thi.

## Thị thực từ trước
Công dân của 19 quốc gia sau phải xin thị thực trước từ một trong những phái vụ ngoại giao Sri Lanka:
| - Afghanistan - Ai Cập - Bờ Biển Ngà - Cameroon - Cộng hòa Congo - Cộng hòa Dân chủ Congo - Gabon - Ghana - Guinea - Guinea-Bissau | - Kenya - Liberia - Mali - Nigeria - Pakistan - Sierra Leone - Sudan - Syria - Uganda |

## Thống kê
Hầu hết du khách đến Sri Lanka để du lịch đều đến từ các quốc gia sau:
| Quốc gia   | 2017      | 2016      | 2015      |
| ---------- | --------- | --------- | --------- |
| Ấn Độ      | 384.628   | 356.729   | 316.247   |
| Trung Quốc | 268.952   | 271.577   | 214.783   |
| Anh Quốc   | 188.159   | 188.159   | 161.845   |
| Đức        | 133.275   | 133.275   | 115.868   |
| Pháp       | 97.282    | 96.440    | 86.126    |
| Úc         | 81.281    | 74.496    | 63.554    |
| Maldives   | 79.371    | 95.167    | 90.617    |
| Nga        | 59.191    | 58.176    | 61.846    |
| Hoa Kỳ     | 57.479    | 54.254    | 47.211    |
| Hà Lan     | 51.148    | 41.373    | –         |
| Tổng       | 2.116.407 | 2.050.832 | 1.798.380 |